# Cornel Constantiniu
Cornel Constantiniu (n. 6 aprilie 1945, București) este un solist vocal și actor român.
A studiat la Institutul de Artă Teatrală și Cinematografică «I.L. Caragiale» din București (între 1965 – 1969), cu mai mulți profesori între care și artistul poporului Ion Finteșteanu, apoi la o școală de perfecționare pentru soliști vocali (între 1967 – 1969) cu compozitoarea Camelia Dăscălescu.

## Apariții și activitate muzicală
A făcut parte din colectivul artistic al Teatrului Național „Vasile Alecsandri“ din Iași (între 1969 – 1972), din cel al Teatrului „Ion Vasilescu“ din București (între 1972 – 1980).
Din 1982 a fost angajat solist la secția  de estradă a Ansamblului „Rapsodia Română“.
În 1970 Cornel Constantiniu își face debutul cu piesa „Cum poate un minut“ (de Andrei Proșteanu) în cadrul concursului «Steaua fără nume» fiind primul câștigător al trofeului.

## Turnee
A întreprins numeroase turnee în țară și peste hotare: U.R.S.S., R.D. Germană, Portugalia, Cuba, Cehoslovacia, Mongolia, Polonia, Bulgaria, Ungaria.
A participat în calitate de interpret la Festivalurile „Orfeul de Aur“ (Bulgaria, 1974), „Istanbul“ (Turcia, 1975), „Sopot“ (Polonia, 1976), „Lâna de aur“ (Bratislava, 1977), „Kolobrzag“ (polonia, 1978).

## Premii
În 1970 obține premiul juriului la „Concertul speranțelor“ organizat de R.T.V. În același an obține și trofeul Festivalului de muzică ușoară de la Mamaia în concursul „Steaua fără nume“. 
În 1971 obține premiul I de interpretare. 
În 1977 obține premiul I la Festivalul național „Cîntarea României“. 
În 1979 este laureat al concursului „Melodii '79“.
În 1980 ob'ine premiul de interpretare la concursul „Melodii '80“. 
În 2002, luna mai, este premiat în cadrul Galei Muzicii Ușoare Românești «O zi printre stele» de către Ministerul Culturii și Cultelor.

## Discografie
Albume
- 1973 - Cîntec de iubire
- 1983 - Cornel Constantiniu (Melodii din repertoriul lui Joe Dassin)
- 1989 - Eu sînt un trubadur
- 1996 - Nu îți spun te iubesc
- 2007 - Vă mulțumesc.

Compilații
- 2018 - Nu-i prea târziu
- 2018 - N-ati vazut o fată?

## Filmografie
- Mama (1977) - interpret de piese muzicale
- Melodii, melodii (1978)
- Detașamentul „Concordia” (1981)
- Cucoana Chirița (1987)
- Chirița în Iași (1988)

## Viața personală
În 2005, Cornel Constantiniu a fost diagnosticat cu maladia Parkinson. În urma unei operații pe creier efectuate în același an solistul a putut să-și exercite funcțiile locomotorii și verbale. În acest an faimosul solist se va întoarce la Viena pentru un control amănunțit și pentru schimbarea bateriilor dispozitivului care-i face viața mai ușoară.

## Premii și distincții
Președintele României Ion Iliescu i-a conferit lui Cornel Constantiniu la 10 decembrie 2004 Ordinul Meritul Cultural în grad de Cavaler, Categoria B - "Muzică", „pentru contribuțiile deosebite în activitatea artistică și culturală din țara noastră, pentru promovarea civilizației și istoriei românești”. 